# Cuneo di ghiaccio

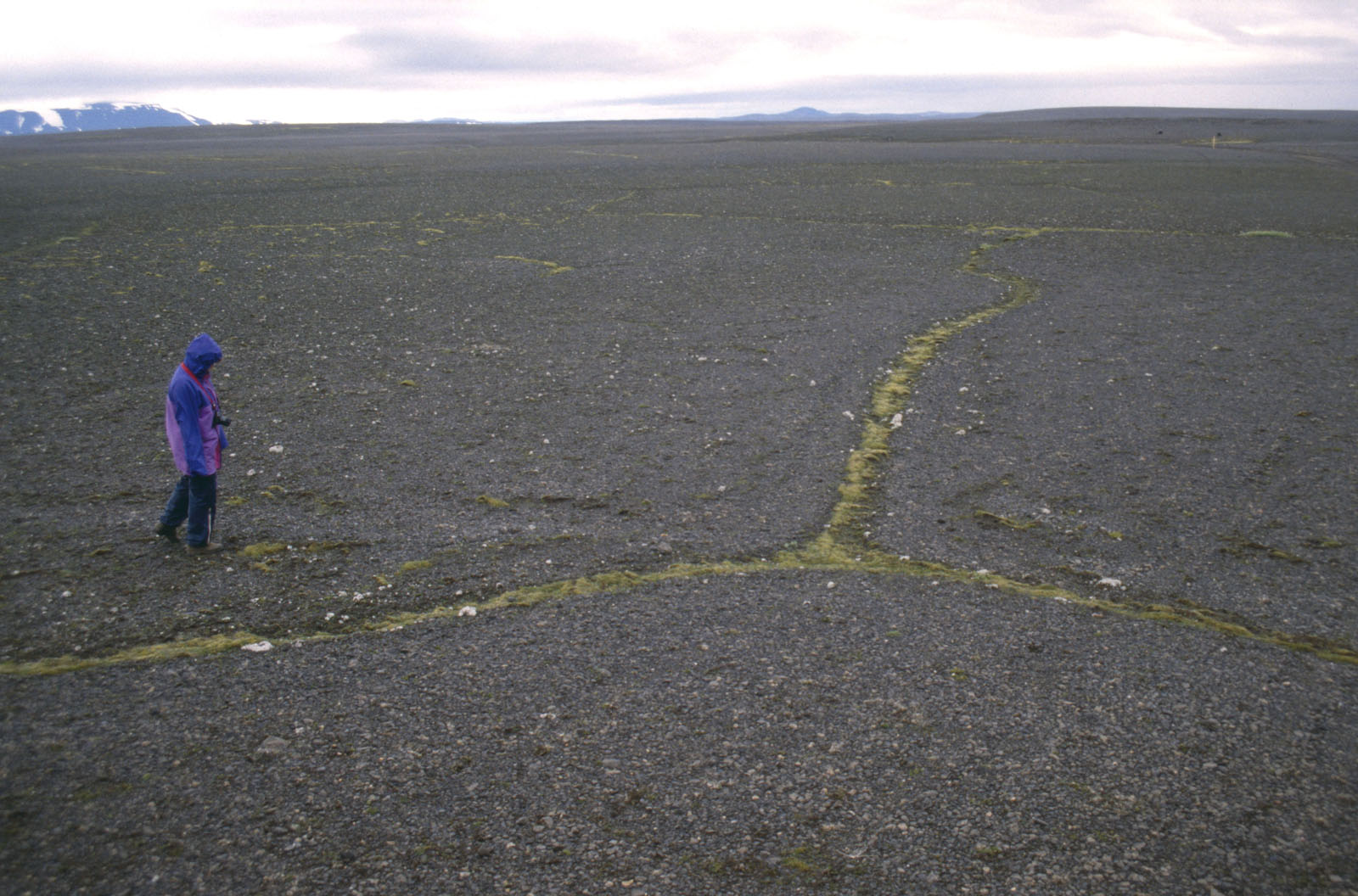
Cunei di ghiaccio a Sprengisandur (Islanda)

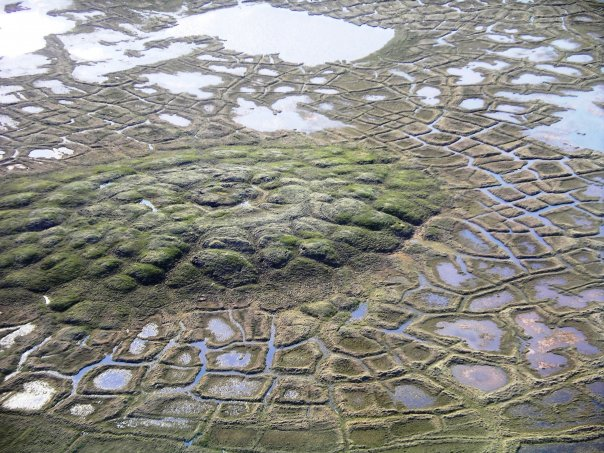
Un pingo che fonde con intorno poligoni da cuneo di ghiaccio nelle vicinanze di Tuktoyaktuk (Canada).

Un cuneo di ghiaccio è un tipo di fessura nel suolo formata da un pezzo di ghiaccio stretto o sottile le cui dimensioni possono arrivare fino a 3-4 metri al livello del terreno ed estendersi in profondità per diversi metri. Durante i mesi invernali, l'acqua nel terreno congela e si espande. Una volta che le temperature arrivano a -17 gradi Celsius (o ancora più fredde), il ghiaccio che si è già formato agisce come un solido e si contrae per formare crepe nella superficie note come cunei di ghiaccio. Mentre questo processo continua nel corso di molti anni, i cunei di ghiaccio possono crescere fino a raggiungere le dimensioni di una piscina.  I cunei di ghiaccio di solito appaiono modellati in una forma poligonale, i cosiddetti poligoni da cunei di ghiaccio.

## Formazione
Esistono molte teorie in merito all'origine dei cunei di ghiaccio, ma soltanto una è sempre stata ritenuta valida dai più eminenti scienziati: la teoria della contrazione termica.

### Teoria della contrazione termica
Questa teoria stabilisce che durante i mesi invernali, le dimensioni delle fratture causate da contrazione termica sono solo di alcuni centimetri in superficie e un paio di metri in profondità a causa del freddo estremo. Successivamente, nel corso di alcuni mesi, la neve si scioglie e l'acqua che resta riempie le fratture e il permafrost sotto la superficie congelandosi. Queste piccole crepe diventano permafrost. Quando arrivano i mesi estivi, il permafrost si espande e la compressione orizzontale fa capovolgere i sedimenti congelati a causa della deformazione plastica. L'inverno successivo, il freddo provoca di nuovo il congelamento, fratturando i cunei di ghiaccio già in via di formazione, aprendo la strada all'eventuale acqua prodotta dallo scioglimento della neve che riempirà le fessure vuote. Si pensa che la temperatura media annua dell'aria necessaria per formare i cunei di ghiaccio vada da -6 ° a -8 °C o anche meno.

## Tipi
Esistono tre diversi tipi o forme di cunei di ghiaccio: attivi, inattivi e colati. Tutte e tre queste forme sono oggi prevalenti e possono essere trovate in diverse parti del mondo.

### Attivi
I cunei di ghiaccio attivi sono quelli che stanno ancora evolvendo e crescendo. Durante l'anno, uno strato di ghiaccio verrà aggiunto se si verificano fratturazioni, anche se le fratture, per essere considerate attive, non è necessario che si verifichino puntualmente ogni anno. La zona in cui restano attivi la maggior parte dei cunei di ghiaccio è lungo la linea del permafrost. La quantità di cunei di ghiaccio attivi che si fratturano annualmente è costantemente in declino con tendenza a diventare inattivi.

### Inattivi
Quelli inattivi sono cunei che non subiscono più la fratturazione e lo sviluppo. Per tutto il periodo invernale, i cunei non si spaccano e perciò in estate non vi è la possibilità di aggiungere acqua.

### "Colati"
Nelle regioni con permafrost di lunga data, i cunei di ghiaccio sono sciolti e non sono più pieni di ghiaccio. Il cuneo, ora vuoto, viene riempito con sedimenti e terra delle pareti circostanti. Questi sono chiamati cunei di ghiaccio colati e sono utili per valutare il clima di centinaia di migliaia di anni fa.

## I cunei di ghiaccio  e l'erosione
In condizioni particolari, succede che il terreno esposto all'azione dell'erosione litoranea o fluviale metta a nudo il reticolo dei cunei di ghiaccio che, sciogliendosi, contribuiscono alla perdita di coesione del terreno, accentuando l'erosione in modo abnorme, dato che i due tipi di erosione, quella prettamente litorale-fluviale e quella causata dai cunei di ghiaccio, viene a sommarsi, in un circolo vizioso ininterrotto. Mauro Valli riferisce l'esempio delle "falesie che fiancheggiano il mare di Beaufort", la cui costa a causa di questo doppio fenomeno di erosione arretra a una velocità media di circa 1–5 m all'anno. Mentre nella Russia artica "un'isola intera, quella di Semionov" è stata cancellata dalla cartina geografica nel giro di un secolo . Lo stesso avviene nell'Artico canadese e nei fiumi siberiani con il disgelo primaverile dove gli argini subiscono un arretramento di diversi metri, con punte registrate a livello locale di 25 m l'anno.